# Žilevičius
Žilevičius ist ein litauischer männlicher Familienname, abgeleitet von žilas (grau).

## Weibliche Formen
- Žilevičiūtė (ledig)
- Žilevičienė (verheiratet)

## Namensträger
- Edmundas Žilevičius (* 1955),  Politiker
- Jonas Žilevičius (1911–1980), Elektroingenieur und Politiker, Vizeminister
- Juozas Žilevičius (1891–1985), Komponist, Organist, Musikpädagoge und -wissenschaftler